# NGC 6183
NGC 6183 é uma galáxia espiral (Sa) localizada na direcção da constelação de Triangulum Australe. Possui uma declinação de -69° 22' 21" e uma ascensão recta de 16 horas, 41 minutos e 41,8 segundos.
A galáxia NGC 6183 foi descoberta em 25 de Abril de 1835 por John Herschel.